# النقيلة (المضاربة والعارة)

تعديل مصدري - تعديل

النقيلة هي إحدى قرى عزلة المضاربة بمديرية المضاربة والعارة التابعة لمحافظة لحج، بلغ تعداد سكانها 64 نسمة حسب تعداد اليمن لعام 2004.